# Parmetski distrikt
Përmetski distrikt (albanski: Rrethi i Përmetit) je jedan od 36 distrikata u Albaniji, dio Gjirokastërskog okruga. Po procjeni iz 2004. ima oko 26.000 stanovnika, a pokriva područje od 929 km². 
Nalazi se na jugu države, a sjedište mu je grad Përmet. Distrikt se sastoji od sljedećih općina:
- Ballaban
- Çarshovë
- Dishnicë
- Frashër
- Këlcyrë
- Përmet
- Petran
- Qendër Piskovë
- Sukë